# بل سیتی (کنتاکی)
بل سیتی (به انگلیسی: Bell City) یک منطقهٔ مسکونی در ایالات متحده آمریکا است که در شهرستان گریوس، کنتاکی واقع شده‌است. بل سیتی ۱۳۲٫۸۹ متر بالاتر از سطح دریا واقع شده‌است.